# Larat (île)
Pour les articles homonymes, voir Larat.

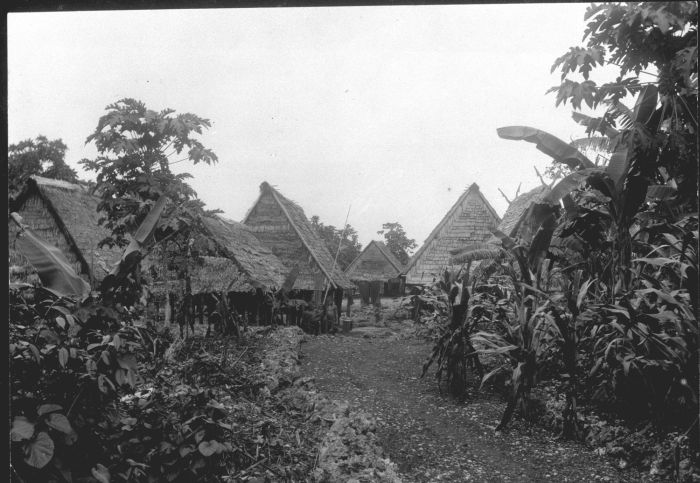
Un village à Larat vers 1915

Larat est une île frontalière d'Indonésie située dans la province des Moluques, au nord-est de l'île de Yamdena. Comme celle-ci, elle fait partie de l'archipel des îles Tanimbar.
Administrativement, elle fait partie du kabupaten des Moluques du Sud-Est occidentales.